# Ullera de llarga vista

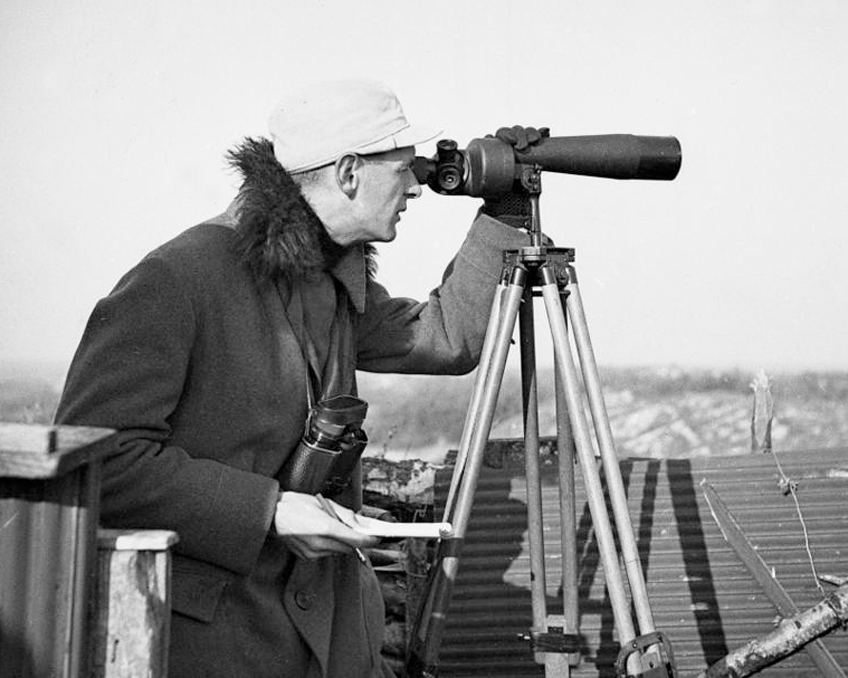
Un home dent servir una ullera de llarga vista.

Una ullera de llarga vista és un instrument òptic monocular que s'utilitza per veure de prop objectes llunyans. Està format per un objectiu òptic i un altre ocular, generalment col·locats en un tub corredís. Per reduir la longitud de la ullera durant l'emmagatzematge i el transport, es va fer de diversos tubs de metall buit encaixats entre si un dins de l'altre. Aquest disseny ha resultat útil en altres mecanismes, de manera que gràcies al telescopi hi ha termes tècnics com "antena telescòpica" per a ràdios portàtils, "amortidor telescòpic" per a cotxes, "canya telescòpica" per pescar peixos i altres usos.
En els seus primers temps, es va fer servir principalment per marins i naturalistes; encara que, també serveix per a l'observació ornitològica i, fins a cert punt, per a l'observacions astronòmiques.

## Història
Tot i que la seva invenció s'atribueix a l'holandès Hans Lippershey. (segles xvi i XVII), el deixeble de Galileu Jeroni Sirturi l'atribueix als Roget de Girona.
1618.- Jeroni Sirturi treu a la llum l'obra dels Roget en la seva obra: Telescopium: sive ars perficiendi novum illud Galilaei visorium instrumentum ad sydera in tres parts divisa (Telescopi, o la tècnica i sentit de la nova visió de Galileu de les estrelles, en tres volums).
1928- L'Enciclopedia Espasa explica que Jeroni Sirturi, que va ser deixeble de Galileu, quan va tenir a les seves mans un telescopi, va pensar que trobaria gran utilitat portant-lo a Espanya. Va emprendre el seu viatge i, amb prou feines havia travessat els Pirineus, quan es va trobar amb que un català va tirar per terra els seus intents de presentar els instruments amb els que pensava sorprendre als savis espanyols. Ell mateix narra els fets al seu llibre en llatí d'aquesta manera..
»Vaig prendre doncs, el camí d'Espanya ... i en arribar a Girona se m'ha acostà un cert arquitecte curiós demanant-me que el permetés veure el meu telescopi. Disgustat per la importunitat d'aquell home, vaig començar negant m'hi, però va insistir de tal manera, que em va fer pensar si estaria dedicat també a aquest art. La sospita no em va enganyar perquè després d'haver observat fins a la sacietat un arbre distant, em va manifestar el desig de reconèixer i manejar les lents, vaig accedir a la seva pretensió, segur de que, encara que volgués imitar l'instrument, la seva edat avançada no correspondria a les forces del seu ànim.
Examinats els cristalls amb molta atenció, em va portar a casa seva, ensenyant-me una armadura i vella d'un telescopi; i jutjant-me conduït pel favor del geni de l'art, vaig fer amistat amb ell, i així més lliurement vaig poder penetrar en aquell secret. Em va ensenyar llavors les formes del telescopi delineades en un llibre, i al meu favor em va permetre anotar les proporcions amb tres punts. A partir de què no em va ser difícil reproduir-los integrats, i després examinats i augmentats per diaris experiments, donar-los perfecció i redactar la taula que presento al lector.
El nostre arquitecte, segons vaig saber després, era germà de Roget de Borgonya, veí en un altre temps de Barcelona, home de gran indústria i el primer que va introduir i establir aquest art a Espanya. Aquest va tenir tres fills, dels quals un, dedicat a les lletres ia la religió, va prendre el hàbit Dominic, i sent frare, va traçar telescopis. Ningú els ha traçat més exacte que aquests germans Roget. Em va semblar que jo havia après l'art, quan només havia après les formes. »
Frederic Maignet, en el seu llibre "Apunts sobre els quatre grans astrònoms", també escriviu el que segueix:» Preciso és dir que aquest magnífic instrument, que havia de marcar època en la història de l'astronomia, era conegut com a objecte de curiositat al segle xvi. Un espanyol anomenat Roget els havia construït amb tota perfecció ... i el mèrit de Galileu només consisteix en aplicar-lo a les observacions astronòmiques. »
La mateixa relació fa Robert Collin en el seu llibre "Resum d'història".
1958.- Simón de Guilleuma investiga la família Roget esmentada en el llibre de Sirturi i aporta proves documentals de que, abans de 1593, en tallers barcelonins s'havien construït "ulleres de llarga vista".
1979,- El Dr.José María López Piñero reprèn els articles de l'Enciclopèdia Espasa, i els amplia en fer públics els estudis de Guilleuma sobre els Roget i els ullerers catalans establerts a partir del segle xiv en el seu llibre: Ciencia y técnica en la sociedad española de los siglos XVI y XVII.
2008.- Nick Pelling treu als mitjans la importància primigènia dels telescopis dels Roget en un article d'octubre de 2008 a la revista en la revista History Today.

## Característiques
Una ullera de llarga vista es caracteritza per:
- El seu grau d'augment (o d'apropament), designat per un multiplicador (20x, 30x, etc.). Aquest es coneix a la literatura física com M, i és en realitat la magnificació angular de la ullera de llarga vista, i és el negatiu del quocient de la distància focal de la lent de l'objectiu entre la distància focal de la lent ocular.
- El seu diàmetre. Una lent de gran diàmetre captarà més llum i proporcionarà una imatge més lluminosa. Generalment, els models de gran diàmetre son més voluminosos.

### Peculiaritats
- En algunes ocasions es poden realitzar ulleres de llarga vista quadrades. Això només és possible gràcies a l'efecte de lents focalizadoras de gran augment.
- A certs models se'ls pot agregar un adaptador especial per a càmeres fotogràfiques.

També hi ha ulleres de llarga vista destinades al públic, instal·lades en alguns llocs turístics (generalment, de pagament), que permeten observar paisatges i monuments.